# 城阳王墓
城阳王墓，位于山东省日照市莒县陵阳乡西上村、闫庄镇张家沟村，是中华人民共和国山东省文物保护单位之一。
1992年6月12日，授予山东省文物保护单位，是一座古墓葬。